# Rapanea glazioviana
Rapanea glazioviana là một loài thực vật có hoa trong họ Anh thảo. Loài này được (Warm.) Mez miêu tả khoa học đầu tiên năm 1902.